# Leona Graham
Pour les articles homonymes, voir Graham.
Leona Graham, née le 18 janvier 1971 est une animatrice de radio britannique et une artiste voix off,,,,,,,. À présent elle travaille comme animatrice de radio chez Absolute Radio (autrefois Virgin Radio), avec une position qu'elle occupe depuis 2000. Elle travaille aussi sur les stations de radio numériques Absolute 80s et Absolute Classic Rock,.
Par ailleurs, Leona Graham a enregistré des voix off pour des diverses chaînes de télévision et des stations de radio nationales et régionales aussi bien que pour des spots publicitaires.

## Éducation
Leona Graham a fréquenté l'école de jeunes filles de Berkhamsted à Berkhamsted. Puis, de 1989 à 1993, elle a étudié à l'Université de Warwick où elle a reçu un Bachelor of Fine Arts. Elle est aussi une enseignante qualifiée.

## Carrière radio

### Début de carrière
Elle a commencé sa carrière de radio chez W963, la station de radio étudiante de l'université de Warwick, (maintenant Radio Warwick), où elle a présenté le "Jeudi Soir Rock Show" ("Thursday Night Rock Show") et un programme de nouvelles appelé "Warwick en Semaine" ("Weekday Warwick") à la manière de journal.
Avant qu'elle ait débuté chez Virgin Radio en 2000, Leona Graham a travaillé pour une multitude de stations de radio, tout d'abord la nuit et pour un salaire bas,.
| De      | À       | Station de Radio/Entreprise | Créneau Horaire/Fonction                                                |
| ------- | ------- | --------------------------- | ----------------------------------------------------------------------- |
| 01/1995 | 06/1995 | Choice 102.2                | Animatrice 2-6 heures                                                   |
| 08/1995 | 08/1996 | Power FM                    | Petit-Déjeuner Coanimatrice Animatrice de Pré-Petit-Déjeuner 5-6 heures |
| 08/1996 | 03/1998 | 96.4 The Eagle              | Animatrice 14-18 heures en semaine                                      |
| 03/1998 | 11/1999 | Surf 107.2                  | Petit-Déjeuner Animatrice                                               |
| 11/1999 | 03/2000 | Core DAB Radio              | Animatrice en semaine 14-19 heures                                      |

### Virgin Radio
En avril 2000, Leona Graham a débuté comme animatrice chez Virgin Radio. Pendant son temps chez Virgin Radio, elle a présenté beaucoup d'émissions: le Virgin Radio RU album hit-parade (Virgin Radio UK Album Charts), la fête de Virgin Radio (Virgin Radio Party), Teenage Kicks, des Hymnes des Années 1980 (80′s Anthems), Smells like the 90's, le Show de Rock Classique (The Classic Rock Show), The Late Show, Virgin Love et le Petit-Déjeuner le Week-End (Weekend Breakfast),.
Elle était la deuxième animatrice sur la station de radio numérique Virgin Classic Rock à son introduction en 2003.

### Absolute Radio
Après que Virgin Radio a été renommée Absolute Radio, Leona est y restée. Elle est à l'antenne le samedi de 18 à 22 heures avec son "Absolute Show de Rock Classique" ("Absolute Classic Rock Party") et le dimanche de 12 à 17 heures. Elle est aussi animatrice remplaçante et prend en charge régulièrement les émissions de radio des autres animateurs,.
Elle est aussi animatrice chez les Absolute stations de radio numériques Absolute Classic Rock (en semaine de 10 à 13 heures; le dimanche de 9 à 12 heures) et Absolute 80s (en semaine de 13 à 16 heures; le samedi de 13 à 18 heures).

### Interviews
Chez Absolute Radio Leona Graham a interviewé le star du rock Alice Cooper, le AC/DC frontman Brian Johnson et le chanteur de Free, Bad Company et Queen Paul Rodgers.

## Voix off
Leona était la voix pour BBC Radio One, BBC 5 LIVE, 95.8 Capital FM, The BOX, E4, Virgin Radio et Absolute Radio. Elle collabore régulièrement aux BBC1, ITV1 et SKY1 aussi bien qu'elle parle des commentaires accompagnés pour Channel 4. Elle est également réputées pour sa voix dans les bandes-annonces de films chez Virgin Media TV,.
Elle a récemment commencé de travailler avec Orion Media afin de produire des bandes-annonces pour ses chaînes TV BRMB, Mercia et Wyvern FM. Leona Graham est une des voix de station de radio canadienne 102.3 Now Radio à Edmonton.

## Prix
En 2010, Absolute Radio a reçu le prix Sony Radio Academy de bronze dans la catégorie "La Meilleure Image des Stations de Radio" pour sa représentation concrète dans laquelle Leona Graham a été une des principales contributrices comme la voix d'Absolute Radio,.